# Stazione di Amersfoort
La stazione di Amersfoort è la principale stazione ferroviaria di Amersfoort, Paesi Bassi.